# Toponímia basca
Aquest article analitza els topònims bascos, els noms de llocs en general, i els d'habitatge (poble o casa) en particular. Les famílies pirinenques es designaven pel seu nom de casa, per tant aquests topònims expliquen la majoria dels patrònims d'origen basc.

## Classificació dels topònims bascos
Es poden distingir els noms moderns que han seguit l'evolució de la llengua, i resten així intel·ligibles a través del basc, dels topònims més antics característics de l'àrea pirinenca presumptament bascòfona, però sovint difícils d'interpretar.

## Topònims moderns

### Tipologia
Essent el basc una llengua aglutinant, no és rar de trobar topònims bascos prou llargs. El més sovint tanmateix, hom es troba amb topònims constituïts de dos termes :
1. un radical relatiu a la vegetació o a la topografia;
2. un col·lectiu, locatiu o qualificatiu.

Però també es troba simplement larre "prat", mendi "muntanya", bizkai / biscay "contrafort", aiher "vessant" (que no ve del gascó cranhe "témer" com pretén J.A. Lakarra per mor del sentit modern "tombant").

#### Vegetació
La vegetació — almenys les espècies menys comunes o que exigeixen un lloc particular — ha estat un mitjà pràctic per identificar un lloc i l'ús que se'n pot fer. Nombrosos topònims bascos es basen en noms de vegetals.
Els principals temes vegetals són :
- ametz 'roure reboll'. Ameztoi 'roureda'.
- areitz, haritz 'roure'. Hariztoi. Harizkun 'roureda'.
- arantza 'espina'. Arantzadi, Arantzatsu 'espinar'.
- astigar, azkar 'auró'. Astigarraga.
- gorosti 'grèvol'. Gorostiaga = Gorostidi = Gorostiz(a) = Gorostieta = Gorostarrazu 'bosc de grèvols'
- haltz 'vern': Haltzu(a) 'verneda'.
- intxaur(tz) 'noguer'. Intxauspe 'sota els noguers'.
- lizar 'freixe'. Lizardi, Lizarrantzu (Lizarazu, Licerasse), Lizarraga, Lizarreta (Lejarreta) 'freixeneda'
- sahats 'salze', Sagaspe 'sota els salzes'
- urritz 'avellaner': Urrizti, Urrizterrazu 'coudraie'
- zuhar 'om', Zuhaitz 'arbre', Zuhar(ra) (Suhare), Zuhaizti (Suhast), Zuhaizkun (Suhescun), Zuhatzu (Zuazo) 'omeda'
- zur o zu 'fusta, bosc'. Es troba sovint en el començament de noms d'arbres Zurzuri 'àlber', o d'elements de fusta Zureria 'marc'.

Arbusts de prats :
- ihi 'jonc' : Idoi, Ihitzeaga (Iceaga) 'jonceda', Ihitzarte(té) (Ihitçart) 'entre joncedes'
- ilharre, txilar 'bruc, bruguera. Ilhardoy 'prat de brucs'
- iratze 'falguera': Iratzabal 'falguereda'
- othe 'aulaga / ajonc'. Othaiz < othe + -iz 'prat d'ajoncs'

Se'ls associa a sufixos que caracteritzen el lloc o la posició :
- un lloc : -eta, -aga, -itz, -doi > -di, -azu…
- posicionament : -pe 'sota', ondo, hegi 'veïnat, límit'
- tipus de lloc : ibar 'vall'…
- qualificatiu : zabal 'extens'…

Els col·lectius, sovint fòssils, no aporten informació particular.

#### Animals
Els animals no caracteritzen tan especificadament un lloc com la vegetació. Certs noms semblen tanmateix referir-s'hi:
- Artzamendi (muntanya a Itxassou) s'ha interpretat localment per hartz mendi « muntanya de l'os ». Però no es tracta més que d'una etimologia popular : el nom és de fet un topònim pleonàstic « mont mont » amb un primer terme basat en l'arrel (k)harr 'pedra, roc'
- Otxondo s'analitza com 'paratge dels llops'. També s'interpreten així molts de topònims en otso, oxo 'llop', per etimologia popular, probablement perquè a l'Edat Mitjana els corresponia un radical gotso, diferent del nom de persona otso 'llop'.
- Otxogorrigagna significa la 'muntanya del llop vermell'.
- Hartzapasia significa el 'paratge de l'os'.
- Oxocelhaya significa el 'lloc del llop'.
- Auñamendi significa la 'muntanya del cabrit'.

Molts noms de lloc bascos fan referència a l'os i al llop.

#### Topografia i construccions
Els principals temes topogràfics són :
- (k)harr 'pedra'. Arrhegi < harr- + hegi 'límit de la pedra', Harluzeaga (Arluciaga) 'lloc del roc llarg', Harrieta (Harriet, Arette) 'a les pedres', Harbide 'camí de les pedres' (utilitzat com radical a Harretxe, Harzubi…)
- haitz o aitz 'pedra, roca'. Aitzgorri 'roca vermella', Haizpuru(a) (Aizpurua, Azpuru(a), Aspuru) = Haitz buru 'límit del roquer', aizpe (aspe) 'baix del penya-segat'
- haran, ibar 'vall'. Haranbeltz 'vall negra', Haranburu (Haramboure) = Ibarburu (Ibarboure) 'fons de vall'
- basa-, oihan, 'bosc, foresta'. Basaburu, Oihanburu (Oyhamboure…) 'límit dels boscos', Oihartzun (Oiartzun, Oyharsun, Oyarzun) 'domini del bosc'
- bide 'camí'. Bidarte (Bidart), Bidegain 'camí de sota'
- larre, lar- 'prat'. Larralde 'en el límit del prat', Larressore < Larresoro 'camp del prat', Larrun (La Rhune < Larr-hun, Laruns) 'lloc de prats'
- mendi 'muntanya'. Mendibil 'mont rodó', Mendiluze 'mont allargat'
- ur 'aigua'. Uhalde '(al) costat (de) l'aigua', Uharte 'entre 2 rius'
- ithur 'font, fontana'. Ithurralde 'al costat de la fontana', Ithurbide 'camí de la font', Iturrebaso 'bosc de la font'
- aintzi 'aiguamoll'. Antxarte 'entre aiguamolls'
- lohi 'fang'. Lohiola (Loyola) 'cabana del sot', Lohitzun (Lohitçun) 'aiguamoll'.
- eliza 'església'. Elizetxe 'casa de l'església'
- olha 'cabana; forja'. Olazabal 'vast domini amb cabanes'
- gaztelu 'fort' : Gaztelubide 'camí del castell'
- zubi 'pont' : de zu 'fusta, llenya, bosc' i ibi 'gual, passatge de riu', Zubiburu 'cap de pont'

Se'ls troba associats a :
- locatius : alde 'al costat de', arte 'entre, intermediari', -hegi 'límit', buru, guren 'extrem', gibel 'darrere'…
- tipus de lloc : bide 'camí'…
- adjectius : beltz 'negre', bil 'rodó', luze 'llarg', zabal 'estès', zorrotz 'agut'…
- augmentatiu : -atz…

#### Cases de fa poc temps
Les cases recents sovint són anomenades "casa" + qualificatiu :
- etxe, etxa- 'casa' : Etxegarai = Etxegoihen = Goihenetxe = Goikoetxea 'casa d'amunt', Etxe gorri (Etchegorry) 'casa (decorada en) vermella', Etxarri (Etcharry) < Etxe sarhi(a), Javierre < Etxaberri = etxe berri (Echavarria, Etcheverry) 'casa nova'…
- jauregi, salha 'castell', 'casa noble' : Jauregi berri (Jaureguiberry) 'castell nou', Salhagoiti 'casa d'amunt'…
- herri 'poble' : Herriberry 'poble nou', Euskal Herria 'el País basc'
- iri, huri 'domini' > 'poble, vila'. Iriarte (Iriart) 'el poble d'enmig'…

usant com a determinants:
- locatius : behere, barne, barren 'baix', arte 'entremig', goihen, goiti, garai 'elevat'…
- lloc : mendi 'muntanya', sarhi…
- adjectius : berri 'nou', zahar 'vell'…

L'ordre de la determinació és indecís :
- barren-etxe = etxebarne 'casa del fons'
- Ibarretxe 'casa de la vall' però Etxemendi (Etchemendy) 'casa de la muntanya'

#### Oficis, indústries
Els tallers d'artesans són sovint assenyalats per -tegi :
- Hargindegi(a) (Harguindeguy) 'taller de picapedrer'
- Aroztegi(a) (Harozteguy, Aroztegui, Arostegui) 'forja'

Cal marcar que els bascos no s'anomenaven 'fuster' (zurgin) sinó 'casa del fuster' (zurgindegi).
- Arrozpide(a) : « camí de la forja » (potser compresos com 'camí dels estrangers' per confusió amb arrotz 'estranger').

#### Noms de persona
S'atribueix sempre un nom de casa als nous vinguts. Però aquest nom pot fer referència a l'ocupant, al seu nom, el seu origen o el seu ofici :
1) noms en -ena, -enea (la grafia -nea és un residu de declinació).
- Martikorena 'casa de Marticot',
- Xoantokorena, Juantorena, ' casa de Joan Petit',
- Ponetbeltxenea 'casa de 'béret negre'
- Musdehalsuenea 'casa del Senyor de Halsu'.
- Martinharginaenea 'casa de Martin el picapedrer'
- Dantzarienea (Dancharia, Dantxarinea…) 'casa del dansaire'
- Arotzena (Arocena, Arozena, Arotxena…), Arotzetxe (Arrotsétché) 'casa del ferrer'

2) noms en -tegi
- Lopetegi, Jaimetegi… 'casa de Lope, Jaime… '
- Arlandea, Silbendea, Manexunde(a) 'casa de Rol·lan (Arrolan), de Silvà, de Maneixun (Joanopt)… '

#### Noms de sants
Certs pobles deuen el seu nom al sant parroquial. Al País basc, se'ls atribueix el títol de don 'senyor', d'on venen els noms :
- Donostia < Don Sostia < Don Sebastiao « Sant Sebastià »
- Donoztiri < Don Ezteben iri « domini de (la parròquia) Sant-Étienne ».
- Donibane < don Iban : « Sant Joan ».

#### Milloradors
Els milloradors gascons Betbeder (bet bedè), Bonlòc han estat adaptats en basc:
- Bista eder 'bona vista'
- Leku ona 'bon lloc'

Fins i tot les viles modernes mostren sovint noms com:
- Gure xokoa 'el nostre racó'
- Bakean 'en pau'
- Hemen ongi 'aquí (s'està) bé'
- Haurrendako 'pels nins'
- Izengabea 'la que no té nom', etc.

### Noms de rius
Com es comprova amb facilitat, els bascos atribueixen noms específics a múltiples llocs que no obstant això s'assemblen. No existeix una varietat tan gran pels cursos d'aigua.
Al costat dels hidrònims fòssils, els noms vius atribuïts als rius són: 
- Hidrònims simples : Haran 'vall', Urhabia, Urrobi 'forat d'aigua', Ibai 'riu' (antigament bai > Baigorri, Baiona), xurrut 'rierol', lats 'petit rierol'…
- Noms dels llocs característics de l'indret veïnat del curs del rierol : Arbelua / Arberoue 'pissarra', [nom de lloc]-eko erreka 'riu de …'

## Noms antics

### Prehistòria basca

#### L'edat dels caçadors nòmades. Toponímia d'origen paleolític
Certs topònims són molt antics i prenen les seves arrels a l'època dels caçadors nòmades (paleolític). Aquests topònims ancestrals estan sobretot lligats al relleu o a la hidrologia.
És sobretot el cas de l'arrel 'pedra, roquer' : basc (k)harr-, armeni khar, irlandès carraig etc. Es troba a França a l'origen de topònims tan diversos com :
- Carcassonne, Carqueiranne, Garmendia, Garazi (i Gréciette), Caralp, Aravis, Arize, Ars-en-Ré, Artzamendi…

En el sentit de 'riu pedregós', se li donen els noms de la Garonne, de la Charente o del Cher.
El seu derivat basc (kʰ)ar-pe "sota les roques" > "pasturatges" és un tema dels més difosos de la toponímia europea, sota les variants :
- karpe (Carpats, montes Carpetanos, Cervera…),
- kalpe (Calp, Calvi…),
- alp (Alpes, Albi, Albania…) o
- arpe (Arbailles).

Entre les altres arrels de gran difusió atribuïbles al fons lingüístic bascoide, es pot citar:
- * kan 'cimera' : Arcangues < Arkhangoiz(a), Cannes, Cagnes, el Canet
- * bun, munho 'monticle' : Bunus < Bunoz, Múnic (Baviera, etimologia popular per 'monjos'), Mònaco < *Monoecu-, Monein…
- ibar 'riu' > 'vall' : Ibèria, Èbre, Ebron (Aragon, Provença), Ibar (Montenegro, Kosovo, Sèrbia), Ebrach, Ibra (Alemanya), Ybbs (Àustria)… i els seus derivats
- ibai 'riu' > 'badia' : Baía / Bahia (Brasil), Wey, Wye (Anglaterra, Gal·les)?, Baiona < *Baiun(a), Baigorri, etc.
- Vall d'Aran : d'aran, vall.

Élisabeth Hamel i Theo Vennemann, en el seu article : 'El basc va ser la llengua primitiva del continent', sostenen que a Alemanya, els topònims en ibar 'vall' són réinterpretats en eber 'senglar'. Altres resten fidels a l'explicació pel cèltic eburos 'teix'.

#### L'agricultura. Influències neolítiques
El neolític ha afavorit els intercanvis entre l'est i l'oest de la Mediterrània.
El concepte sumeri uru 'ciutat' es troba en iri, irun, meridional huri 'domini' > 'ciutat' prou importants per a la toponímia basca (cf. topònims antics) :
- Irun, Iruña / Pamplona (amb una diversitat deguda a la declinació basca), Oloron < Iluro (amb l llatina = r basca).

#### L'edat del bronze. Les Influències sorotàptiques
El País basc ha conegut a l'edat dels metalls una forta influència sorotapta (primers parlants indoeuropeus), com testifiquen els nombrosos harrespils (petits cromlechs) que s'han desenvolupat sobre les nostres cimeres fa 3 000 anys). És probablement en aquests moviments que s'ha degut produir l'arribada de certes paraules com erreka (eslau rêka) que suplanta la paraula pirinenca lats(a) 'rierol'.

#### L'edat del ferro. Influències cèltiques
Poc després, el País basc conegué l'edat del ferro. És d'aquesta època que dataria la dualitat Arotz / Arrotz que significa a la vegada 'ferrer' i 'estranger'.
Encara que els celtes hagin transitat pels Pirineus per instal·lar-se al sud de l'Ebre i a l'oest de la península Ibèrica, no han deixat gaires traces del seu passatge excepte en la vall de la Garona.
La llengua basca presenta alguns préstecs recents com landa 'prat', i moltes paraules comunes al basc i al cèltic com:
- basc. hartz = gal artos 'os' (a l'origen del nom del rei 'Arthur', gal arth, bretó arzh, os) paraula indo-europea,
- suletí tusuri 'dimoni' = gal dūsius 'estar malament del cap' ≈ anglès dizzy 'eixelebrat'
- basc andere 'senyora' = celt. andera 'jove dona', 'vedella',
- basc mando mule (poney en gal)
- basc mutʰur 'final' = v.irl. moth 'membre viril', etc.

Aquests préstecs s'expliquen també bé per influències comunes anteriors (primers Indoeuropeus, civilització dels megalits, etc.) així com per una proximitat geogràfica de llarga durada (500 anys).

### Topònims antics
L'expansió demogràfica ha produït noms de llocs com Iri berri 'poble nou'. Amb la seva variant Irun berri, constitueix un dels noms de ciutat protohistòrica considerat com els més difosos en l'àrea aquitano-ibèrica :
- Auch (Elimberrum, Eliberris), Lombez (Ilumberris, Gers), Irunberri / Lumbier (Navarra), Lombers (Tarn), Elna / Elna (Illiberri), Elvira (Iliberri), Granada / Granada (Illiberis; Andalusia)…

A marcar tanmateix que aquesta tesi està subjecta a controvèrsia com es podrà llegir en l'article sobre Elna. En efecte, s'ha volgut demostrar un origen celta per tots aquests topònims, i altres de semblants, fora de l'àrea aquitanoibèrica.
Al sud-oest de l'àrea bascofona, és la variant Huri barri (Ullibarri) que preval. La r suau del basc correspon a la l llatina.
El sufix -iz(a), -itz(a) forma avui nombrosos noms de domini sobre la base :
- d'un topònim : Aldama / Aldamiz, Etxano / Etxaniz, Garro / Garroitz, Orba / Orbaiz(eta)…
- d'un vegetal : Zalgiz(a) (Sauguis), Biarritz < *Be(r)arritz…
- o una altra singularitat : Ustaritz < *Uztarritz 'lloc o poblei de l'estaca'…

Ha estat testificat des de l'antigor en el topònim Iturissa al nord de Pamplona. Més al sud, Tarazona és un antic Turiazu igualment basat en Iturri 'fontana'.
És, per contra, més difícil de reconèixer la ciutat d'Oiartzun (Gipuzkoa) en l'antic Oeasso, en tant que la grafia és sols aproximativa.
El sufix basc -oz(a), gascó -os(se) \ -òç(a) i aragones -ués ha constituït nombrosos noms de poble en l'àrea bascònica::
- Uztarroz 'lloc de l'estaca', Mendoza 'lloc del mont', Garros, Garrotxa 'lloc del mont', Biscarrués = Biscarrosse 'lloc del tertre'…

En les regions celtitzades, nous topònims reprenen arrels basques. Així Conimbriga (Coimbra Portugal) vindria del basc goin i del celta briga que signifiquen exactament la mateixa cosa (altura).

### La romanització
El sufix -os ha igualment format noms de domini aquitanoromànics cara als noms gal·loromans en -acum:
- Baliros "domini de Valeri".

Inversament, el sufix -acum es combina amb noms aquitànics com :
- Semiac "domini de Semeno", derivat de seme = 'fils'.

Més enllà dels Pirineus, el sufix llatí -anus esdevé -ao :
- Amillao < Aemilianus 'domini d'Emili'.

Una certa confusió s'instal·la entre els sufixos -ano romànics i els noms locals en -ann.
Un altre sufix, -ain, ha permès formar noms de domini sobre la base del nom del seu fundador, principalment a Navarra i a Soule :

### Topònims germànics
- Belascoáin 'domini de Belazko ', Ansoáin 'domini de Santso ', Garindein 'domini de Galindo '…

Biarritz < beariz (1150) < *viaric < *wia-reiks?(Iglesias). J.B. Orpustan prefereix explicar-lo pel basc *be(r)ar-itz "lloc d'herba".

### Topònims medievals
El lloc cedit per l'administració romana ha estat ocupat en part pels visigots, que han deixat la paraula germànica saal > català, occità i francès sala 'casa noble'. Els sufixos -eng(us) > -enx no afecten pas el País basc : Libarrenx és una fantasia gràfica per Iribarren.
Del costat francès la documentació medieval no aporta en general gaire informació nova sobre els noms de poble.
Tot al més es veurà: :
- la gran inestabilitat de les grafies del nom Louhossoa (Lourhousane el 1595, Lahaussoa el 1683, Louhossiüa en 1690)
- que Hasparren és un ancià Ahaitz-barren(a) > Ahaizparren(a) (Ahezbarrene el 1247), contrariant l'etimologia popular haritz barne.

En la part meridional del País basc per contra, els noms de poble aixecats l'any 1025 en la reixa de San Millán són molt instructius.
S'hi constata::
- l'abundància de les aspiracions (fins a tres en Harhahia, modern Araia) en una regió que després les ha abandonades.
- la utilització de g per marcar la palatalització (ng > ny, lg > ll, Gogate modern Ochate)
- la presència de sufixos -zaha (mod. -tza), -ahin
- dels noms de domini en (g)gana : Lopeggana, Licingana…
- que Apellaniz era un antic Apinganiz, etc.

Aquests vells noms bascos subratllen que una part del patrimoni linguistic de l'època ha estat irréversiblement perdut.

## Toponímia èuscara a Catalunya

### Hidrònims
Ur 'aigua'. Aurós (ur-otz 'aigües fredes'), Auressi (ur-essi 'cobertura de l'aigua'), Aurati (ur-ate 'portell de l'aigua').
Is- 'lloc aigualos i humit'. Isavarre (is(a)-barren 'els aiguamolls d'avall'), Isil.

### Orònims
Ara 'plana'. Arati (ara-ti) 'abundant en planes'.
Are o hare 'arena'. Areu (are-be) 'sota l'areny'.
Arro 'barranc'. Arrós (arro-otz).
Arsua 'lloc pedregós". Vall d'Àssua (arri-tsu-a).
Bar (Ibar) 'vall'. Baro.
Bassa 'precipici, penya-segat'. Basiero, Besan (baso-andi).
Buru 'cap, a dalt de tot'. Borte, Borts (buru-ti) 'al cap, a dalt de tot'.
Lorr- o Lurr- 'terra, terrall'. Llorre, Llurri.
Mendi 'muntanya'. Mentui (mendi-oi 'el poble de la muntanya'), Mencui (mendi-goi 'el de dalt de les muntanyes').
Sama 'collada'. Samurri (sama-uri 'el poble de la collada').
Basagoiti: Bassegoda, cim erm.
Muga: frontera, riu La Muga

### Fitònims
Aritz 'roure'. Arestui (aritx-toi 'roureda').
Lizar 'freixe'. Lièrs (Li(z)erd(i) 'freixeneda').
Zur . 'bosc, fusta'. Sorpe, Sorre, Surri (zur-be 'sota el bosc').

### Zoònims
Bela 'corb'. Baleran (bela-aran 'vall dels corbs').
Urde 'porc'. Urdossa.

### Construccions
Etxe, eixe 'casa'. Monteixo (mendi-eixe 'la casa de la muntanya'). Pala d'Eixe.
Olo 'petit edifici rústic'. Olp (olo-be 'sota de la cabana').